# 27 décembre 2008
Le samedi 27 décembre 2008 est le 362e jour de l'année 2008.

## Décès
- Alfred Pfaff (né le 16 juillet 1926), footballeur allemand
- François Solo (né en 1933), caricaturiste, dessinateur de presse et auteur de bandes dessinées français
- Georges-Armand Favaudon (né le 16 septembre 1921), peintre et sculpteur français
- Tuanku Jaafar (né le 19 juillet 1922), souverain de Negeri Sembilan
- Preben Isaksson (né le 22 janvier 1943), coureur cycliste danois
- Sahu Mewalal (né le 1er juillet 1926), joueur de football indien
- Tawfik Jaber (né le 10 mars 1953), membre important du Hamas
- Tsunehisa Kimura (né le 30 mai 1928), artiste japonais

## Événements
- Début de la guerre de Gaza de 2008-2009
- Sortie du téléfilm américain Le Baiser de minuit
- Massacres de Noël 2008 en république démocratique du Congo
- Création du club de football australien les Perpignan Tigers